# Mehdi Omaïs
 (juillet 2017).
Si vous disposez d'ouvrages ou d'articles de référence ou si vous connaissez des sites web de qualité traitant du thème abordé ici, merci de compléter l'article en donnant les références utiles à sa vérifiabilité et en les liant à la section « Notes et références ».
Mehdi Omaïs est un écrivain, journaliste cinématographique et influenceur franco-sénégalais d’origine libanaise.
Présent énormément sur les réseaux sociaux, il partage ses critiques de film et conseille ses abonnés sur le cinéma.

## Biographie
Né au Sénégal, de parents immigrés libanais[réf. nécessaire], il crée en septembre 2010 son site internet «Les Cinévores» , consacré à l'actualité cinématographique. Il en est le rédacteur en chef et le seul auteur.